# 永山 (旭川市)
永山（ながやま）は北海道旭川市の地域。本項ではかつて同地域に存在していた上川郡永山村（ながやまむら）・永山町（ながやまちょう）についても述べる。

## 概要
北海道旭川市の地域。1891年（明治24年）上川の開拓の中心地として屯田兵により拓かれる。1888年（明治21年）9月、上川地方の広大にして重要なる地域であり、大兵団（後の大日本帝国陸軍第7師団）を設ける計画の中心地として、明治天皇が開拓の総指揮を執った永山武四郎を取って名付けた。旧永山町は、南は牛朱別川、北は石狩川を境として誕生したが、その後分村や境界の変更があり、現在の新旭川地区と永山地区にあたる地域になった。北東部の地域には現在も「永山町」の地名が残っている。
- 面積:
  - 30.12km2（永山地区；永山、永山町、秋月、流通団地）
  - 4.55 km2（新旭川地区；新富、新星町、東、パルプ町）
- 人口: 44,238人（平成25年4月末現在）
- 世帯数: 21,223世帯（平成25年4月末現在）[2]
- 主要産業: 第三次産業

## 周辺地域
周辺地区（旭川市）東鷹栖地区（旧・東鷹栖町）、東旭川地区（旧・東旭川町）、新旭川地区（旧・永山町新旭川地区）、春光地区、東地区
周辺自治体当麻町、比布町

## 交通

### 鉄道駅
- 永山駅
- 北永山駅
- 南永山駅

### バス
- 道北バス

### 道路
- 国道39号線
- 環状1号線（道道90号線）
- 北海道道331号永山停車場線
- 北海道道37号鷹栖東神楽線
- 北海道道140号愛別当麻旭川線
- 北海道道641号北旭川停車場線
- 北海道道761号北旭川停車場永山線
- 永山1番線 - 沿線のうち約2.7 kmが「せせらぎ公園」として整備されているため「永山せせらぎ通り」とも呼ばれる[3]。
- 永山2番線 - 一部は北海道道140号愛別当麻旭川線
- 永山3番線
- 永山4番線

## 公共施設
- 上川合同庁舎 - 1994年に移転した北海道立上川農業試験場の跡地に建設。
  - 上川総合振興局
- 永山市民交流センター
  - 永山支所
  - 永山公民館
  - 永山図書館
  - 永山児童センター
  - いきいきセンター永山

## 学校
- 旭川市立永山小学校
- 旭川市立永山東小学校
- 旭川市立永山西小学校
- 旭川市立永山南小学校
- 旭川市立永山中学校
- 旭川市立永山南中学校
- 北海道旭川永嶺高等学校
- 北海道旭川農業高等学校
- 旭川志峯高等学校
- 旭川市立大学
- 旭川市立大学短期大学部

## 産業
- 環状1号線（道道90号線）や永山表通り（国道39号線）の沿線には各種量販店等、商業施設が数多く立ち並んでいる。
- 西部に旭川市の流通拠点があり、「流通団地」という地域名になっている。
- 当時「きらら397」などの品種開発を行っていた上川農業試験場を有していたこともあり、農業は稲作が中心。永山2番線以東はいまだ住宅開発がされておらず、田園地帯となっている。

## 本社を有する企業
- 男山 - 製酒業
- くみあい乳業 - 乳製品メーカー
- 米谷産業 - 精肉加工業
- asatan - 同名の旭川タウン情報誌を発行
- まさるや - 食品加工、仕出し
- キョクイチ - 鮮魚、青果等の卸売
- コハタ - 農薬、農業資材販売

## 観光
男山酒造り資料館、永山神社、永山新川、あさひかわラーメン村

## 祭典
永山神社祭、永山屯田まつり

## 永山村・永山町の沿革
- 1885年（明治18年）、岩村通俊と永山武四郎が近文山にて国見、上川に屯田兵村を設置することを確認、1888年（明治21年）に桂太郎により上川屯田設置の断が下る。
- 1888年（明治21年）9月、明治天皇が開拓の総指揮を執った永山武四郎を取って、上川地方の広大にして重要なる地域であり、大兵団を設ける計画の中心地の村の名前を永山村と名付ける[1]。
- 1891年（明治24年）、6月から7月にかけて屯田兵が永山村へ入植、7月25日に永山・旭川・神居の三村の戸長役場を月形から分離して永山村に設置[1]。翌1892年（明治25年）には永山神社が設置され、これが上川最初の神社となる。字トオマの字名を設け、1893年（明治26年）に永山村字トオマ（現当麻町）に屯田兵が入植し始める。
- 同年、鷹栖村、神楽村を一時、永山村戸長役場所轄とするが、永山村戸長役場を単独とするため旭川村・神楽村・神居村・鷹栖村の戸長役場を旭川村に置く。1897年（明治30年）に旭川村牛別（現東旭川）を永山村に編入し1898年（明治31年）、東旭川村とする。また、1897年（明治30年）には永山村の一部を鷹栖村の一部と合わせ愛別村（現愛別町）とする。1900年（明治33年）に当麻村を分村。1932年（昭和7年）新旭川地区を旭川市へ部分合併。
- 1954年（昭和29年）町制を施行、永山町へ変更。
- 1961年（昭和36年）旭川市と合併。

## 歴史年表
- 1891年（明治24年） 屯田兵入植、永山・旭川・神居村戸長役場を永山村に設置、永山私立東・西小学校創立。
- 1892年（明治25年） 永山神社1886番地に設置
- 1893年（明治26年） 鷹栖村・神楽村を永山村戸長役場所轄する、永山村字トオマに屯田兵入植、永山競馬場設置、鷹栖村・神楽村を永山村戸長役場所轄する。
- 1894年（明治27年） 永山戸長役場内に上川教育会を置く
- 1897年（明治30年） 旭川村字ウシシュベツを永山村に編入
- 1898年（明治31年） 永山神社無格社創立許可
- 1898年（明治31年） 天塩線旭川・永山間鉄道開通 永山駅営業開始、永山村字ウシシュベツを東旭川村とする
- 1901年（明治34年） 当麻村の戸長役場を当麻に移す
- 1902年（明治35年） 当麻村との境界（17丁目）を16丁目に変更
- 1904年（明治37年） 北海道庁地方農事試験場を永山村に移転
- 1907年（明治40年） 永山村の一部で電話開通
- 1908年（明治41年） 永山第二尋常小学校開校（現正和小学校）
- 1910年（明治43年） 市街電話開通
- 1918年（大正7年） 市街地に電灯点灯
- 1924年（大正13年） 秋月橋梁替工事完成
- 1924年（大正13年） 永山村牛別（現旭川市東8条3丁目）に新旭川郵便局を開局
- 1947年（昭和22年） 新学制実施、国民学校を小学校と改称、東西両分教場を分校と改称、高等科を廃止し永山中学校創設
- 1948年（昭和23年） 永山農業協同組合設立
- 1948年（昭和23年） 新学制により、庁立永山農業学校を道立永山農業高等学校とする
- 1961年（昭和36年） 旭川市と合併